# Trung Quốc đại lục
Trung Quốc đại lục (giản thể: 中国大陆; phồn thể: 中國大陸; bính âm: Zhōnggúo Dàlù), còn gọi là Hoa Lục, là một tên gọi thường đồng nghĩa với khu vực hiện đang dưới sự quản lý của Cộng hòa Nhân dân Trung Hoa; tuy nhiên, nó thường không tính hai đặc khu hành chính Hồng Kông và Ma Cao, đang được quản lý dưới chính sách "Một quốc gia, hai chế độ". Cụm từ này thường được dùng để phân biệt Trung Hoa lục địa với Đài Loan và một số đảo khác đang nằm dưới sự quản lý của Trung Hoa Dân quốc (Bành Hồ, Kim Môn, và Mã Tổ), cũng như hai đặc khu hành chính của nước này là Hồng Kông và Ma Cao.
"Trung Quốc đại lục" hay "đại lục" thường được người Trung Quốc của cả hai phía của eo biển Đài Loan cũng như trong các cộng đồng Hoa kiều sử dụng. Cụm từ này trung lập trong vị thế chính trị của Đài Loan. Nó ngụ ý rằng có một quốc gia lớn hơn bao gồm cả lục địa và Đài Loan, nhưng không nói rõ do ai quản lý, và cho phép người Trung Quốc chỉ đến địa lục Trung Hoa mà không cần phải tranh cãi về chính trị. Tuy nhiên, "Trung Hoa đại lục" gần như không bao giờ được sử dụng bởi những người ủng hộ độc lập cho Đài Loan. Những người này gọi Cộng hòa Nhân dân Trung Hoa là "Trung Quốc" và chế độ Trung Hoa Dân quốc là "Đài Loan".
Tại đại lục, cụm từ "Trung Quốc nội địa" cũng được sử dụng cho khu vực này để phân biệt với Đài Loan, Hồng Kông, và Ma Cao.